# Hornungia
Hornungia é um género botânico pertencente à família Brassicaceae.